# 이봉 르 루
이봉 르 루(프랑스어: Yvon Le Roux, 1960년 4월 19일, 브르타뉴 지방 피니스테르 주 플루보른 ~)는 프랑스의 전직 프로 축구 선수로, 현역 시절 수비수로 활약했다. 그는 1980년대 중반에 프랑스 국가대표팀 경기에 28번 출전(1골 득점)하였고, 1986년 월드컵 3위와 유로 1984 우승의 주역이었다. 마르세유 시절, 그는 소속 구단의 1989년 리그와 쿠프 드 프랑스 2관왕을 이룩했다.

## 국가대표팀 경력
르 루는 프랑스 국가대표팀에서 활약한 전적이 있다. 그는 유로 1984 결승전에서 퇴장당했지만, 프랑스는 스페인에게 역전을 허용하지 않고 2-0으로 완승했다.

## 수상
모나코
- 쿠프 드 프랑스: 1984–85

마르세유
- 디비시옹 1: 1988–89
- 쿠프 드 프랑스: 1988–89

프랑스
- 유럽 선수권 대회: 1984
- 코파 아르테미오 프란키: 1985
- 월드컵 3위: 1986